# University of Arizona Museum of Art
Ne doit pas être confondu avec Arizona State University Art Museum.
L'University of Arizona Museum of Art est un musée d'art américain à Tucson, dans l'Arizona. Opéré par l'université de l'Arizona, il compte notamment dans ses collections des peintures de Vittore Carpaccio, Pontormo, José de Ribera ou encore Georgia O'Keeffe.

## Collections
- Canna rouge, par Georgia O'Keeffe (1925-1928).